# Kernphotoeffekt
Kernphotoeffekt (Bezeichnung in der Strahlenphysik) oder Photodesintegration (Bezeichnung in der Astrophysik) sind durch Stoß eines Photons ausgelöste Kernreaktionen, bei denen aus dem Targetkern ein oder einige wenige  Bestandteile „herausgeschlagen“ werden, z. B. ein oder zwei Neutronen, ein Proton oder auch ein Alphateilchen (d. h. ein Helium-4-Atomkern). Die Bezeichnung wurde wegen der begrifflichen Ähnlichkeit mit der Photoionisation in der Atomhülle gewählt; letztere wird in der Fachsprache der Kernphysik meistens einfach „Photoeffekt“  genannt.
In der für Kernreaktionen üblichen kurzen Schreibweise handelt sich also um {\displaystyle ~(\gamma ,\mathrm {n} )}-, {\displaystyle ~(\gamma ,\mathrm {2n} )}-, {\displaystyle ~(\gamma ,\mathrm {p} )}- oder {\displaystyle ~(\gamma ,\alpha )}-Reaktionen.
Die Energie des Photons muss mindestens der Bindungsenergie des am schwächsten gebundenen Nukleons im Kern entsprechen, damit der Effekt stattfindet. Die notwendige Energie für eine {\displaystyle ~(\gamma ,n)}-Reaktion mit Deuterium {\displaystyle (^{2}\mathrm {H} )} beträgt 2,225 MeV, was ein eher geringer Wert ist. Die Gammastrahlung aus dem Zerfall einiger Radionuklide reicht aus, diesen Schwellenwert – oder den noch niedrigeren in 9Be – zu überschreiten, was man sich in Gamma-Neutronenquellen zunutze macht.

## Medizinischer Strahlenschutz
Der Kernphotoeffekt tritt im Energiebereich oberhalb 2,18 MeV auf und spielt im Strahlenschutz in der Medizin eine bedeutende Rolle.
In der klassischen Photonen-Strahlentherapie arbeitet man mit Energien bis zu 18 MeV. Zwischen Strahlenquelle und Patient befindet sich Raumluft, die durch den Kernphotoeffekt radioaktiv wird. Hierbei handelt es sich um kurzlebige Radionuklide. Um das medizinische und technische Personal vor dieser Strahlung zu schützen, werden Luftabsaugeinrichtungen verwendet, welche von außen zu überwachen sind. Da die Halbwertszeit der Radionuklide gering ist, betrifft diese Strahlenexposition Personen nach dem Verlassen des Strahlenschutzbunkers nicht mehr.

## Astrophysik
Die Photodesintegration bewirkte kurz nach dem Urknall die Zerstörung von gerade erst entstandenen Deuteriumkernen (siehe Nukleosynthese). Sie spielt aber auch laufend eine Rolle in Sternen von mehr als acht Sonnenmassen, die die Phase des Neonbrennens erreicht haben:
{\displaystyle ^{20}\mathrm {Ne} +\gamma \rightarrow \,^{16}\mathrm {O} +\,^{4}\mathrm {He} }
Beim Siliziumbrennen, der letzten Brennphase eines Sterns, sind folgende Photodesintegrationen möglich:
{\displaystyle ^{28}\mathrm {Si} +\gamma \rightarrow \,^{27}\mathrm {Al} +\,\mathrm {p} }
{\displaystyle ^{28}\mathrm {Si} +\gamma \rightarrow \,^{24}\mathrm {Mg} +\,^{4}\mathrm {He} }

## Kernreaktoren
Da in Kernreaktoren sowohl große Mengen Gammastrahlung als auch entsprechend geeignete Atomkerne (hauptsächlich Deuterium) vorhanden sind, spielt Photodesintegration eine gewisse Rolle bei der Erzeugung von verzögerten Neutronen. Bei herkömmlichen Leichtwasserreaktoren ist dieser Effekt begrenzt, beim CANDU aufgrund der Verwendung von schwerem Wasser als Kühlmittel und Moderator jedoch ein wichtiges Designelement. Da in Kühlwasser von Leichtwasserreaktoren durch Neutroneneinfang der Anteil an Deuterium nach und nach steigt, liefert „altes“ Kühlwasser mehr Photoneutronen als „neues“.

## Photon-induzierte Kernspaltung
Ein verwandter Effekt ist die durch ein Photon ausgelöste Kernspaltung. Man spricht von Photospaltung (engl. photofission). 